# 卡尔朗卡和勒瓦
卡尔朗卡和勒瓦（法語：Carlencas-et-Levas）是法国埃罗省的一个市镇，位于该省中部偏西北，属于贝济耶区。该市镇总面积10.78平方公里，2009年时的人口为121人。

## 人口
卡尔朗卡和勒瓦人口变化图示

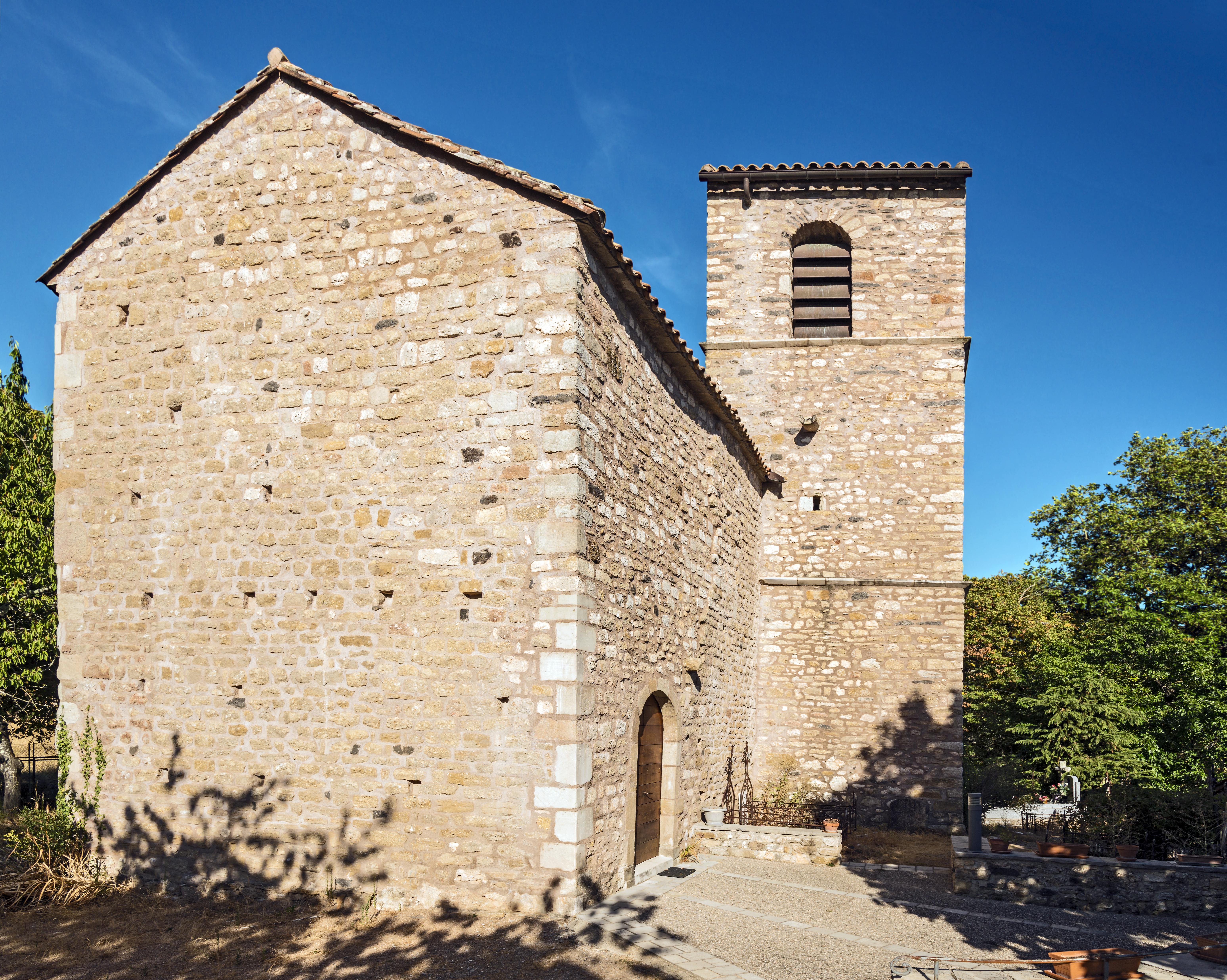
Levas的教堂。
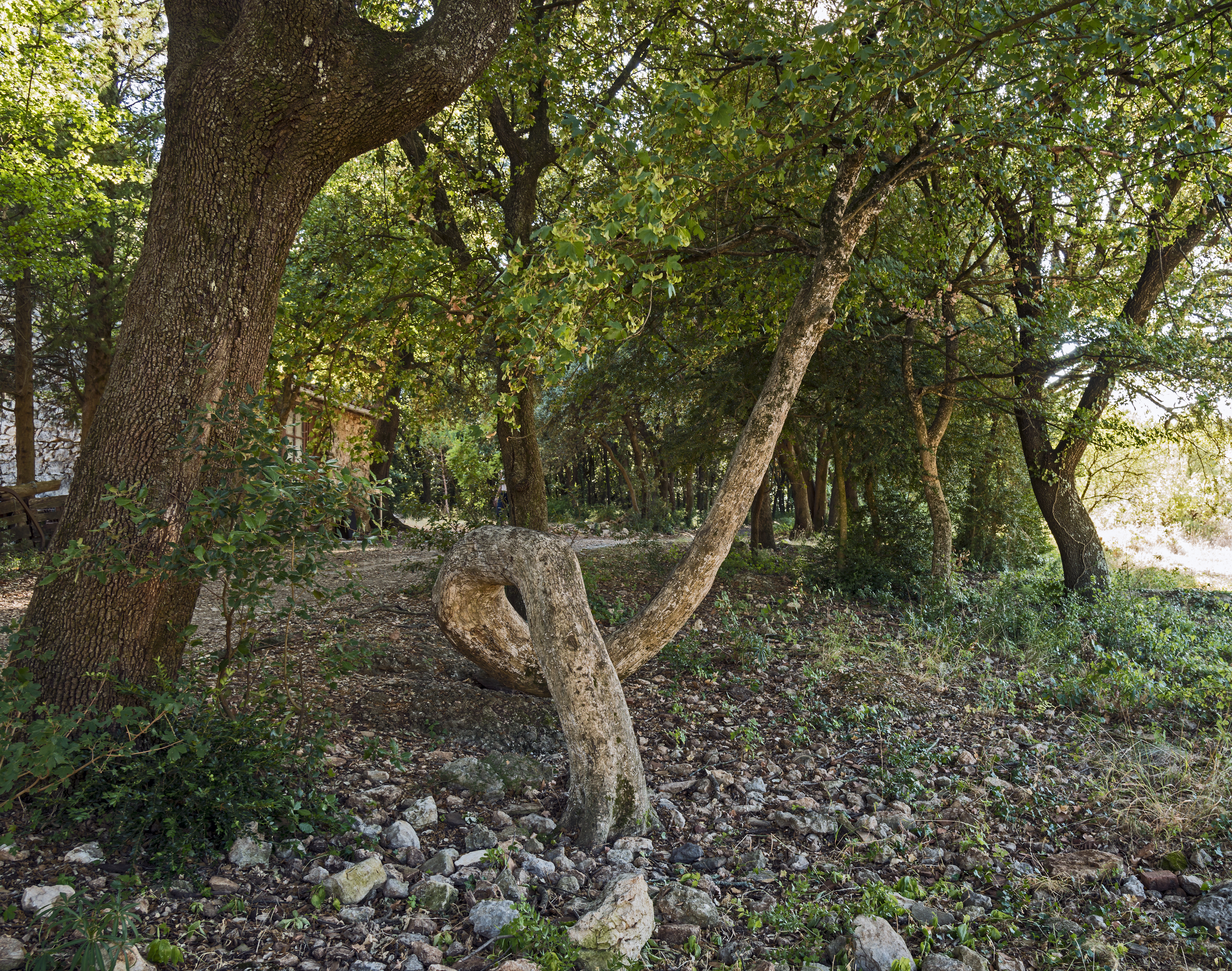
教堂的歪树。